# 豊橋東映劇場
豊橋東映劇場（とよはしとうえいげきじょう）は、愛知県豊橋市萱町にあった映画館。1945年末に上伝馬町に第一映画劇場として開館し、1949年に豊橋第一東映劇場に改称。1950年に萱町に移転し、1960年にはビルを新設し、1963年に豊橋東映劇場に改称。2000年11月24日に閉館した。

## 歴史
1945年（昭和20年）6月の豊橋空襲では上伝馬町の帝国館も焼失。戦後の1945年12月には、合同映画社によって帝国館の焼け跡に第一映画劇場が建設された。木造平屋建。終戦後の数年間は娯楽を求める市民で超満員だった。ヨーロッパ映画の上映が多かったが、1949年（昭和24年）には東映封切館となって豊橋第一東映劇場に改称。なお、この頃の萱町には第一映画劇場、第一銀行、第一生命保険などがあって第一通りと呼ばれた。
戦後復興土地区画整理事業のために、1950年（昭和25年）には上伝馬町から萱町に移転し、木造2階建の建物を新築した。1955年（昭和30年）に第一東映に改称。1960年（昭和35年）2月3日から改築工事を行い、同年12月27日に鉄筋3階建・地下1階建で600人収容の建物を新築。1963年に東映の直営館となって豊橋東映劇場に改称。1984年（昭和59年）には大改装を行い、1階に東映封切館の東映シネマ1（320席）、2階に洋画の上映館東映シネマ2（197席）という体制となって同年7月14日にリニューアルオープン。以後『東映まんがまつり』『東映アニメフェア』などの子供向け作品や、『あぶない刑事シリーズ』『魔女の宅急便』『天と地と』などのヒット作を多数上映した。
1999年（平成11年）には豊橋市郊外のホリデイ・スクエアに、日本最大のスクリーン数を持つAMCホリデイ・スクエア18（現・ユナイテッド・シネマ豊橋18）が開館。その結果豊橋東映劇場は2000年（平成12年）11月24日に閉館した。AMCホリデイ・スクエア18の影響で赤字に転落し、黒字化の見通しが立たなくなったために撤退を決定したとしている。跡地は2階建の立体コインパーキング「セントラルパーク24」となっている。

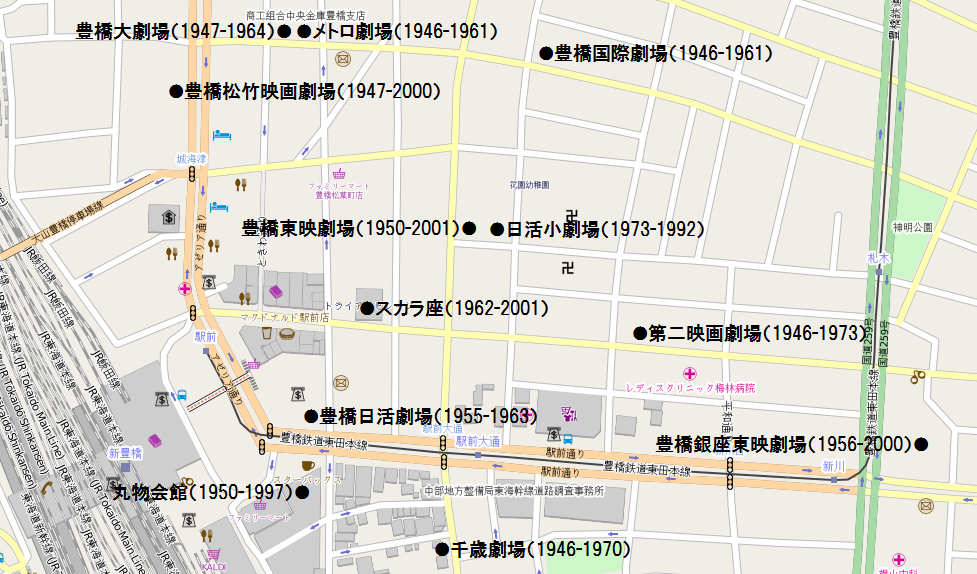
戦後の豊橋市中心部に存在した映画館